# Skamander

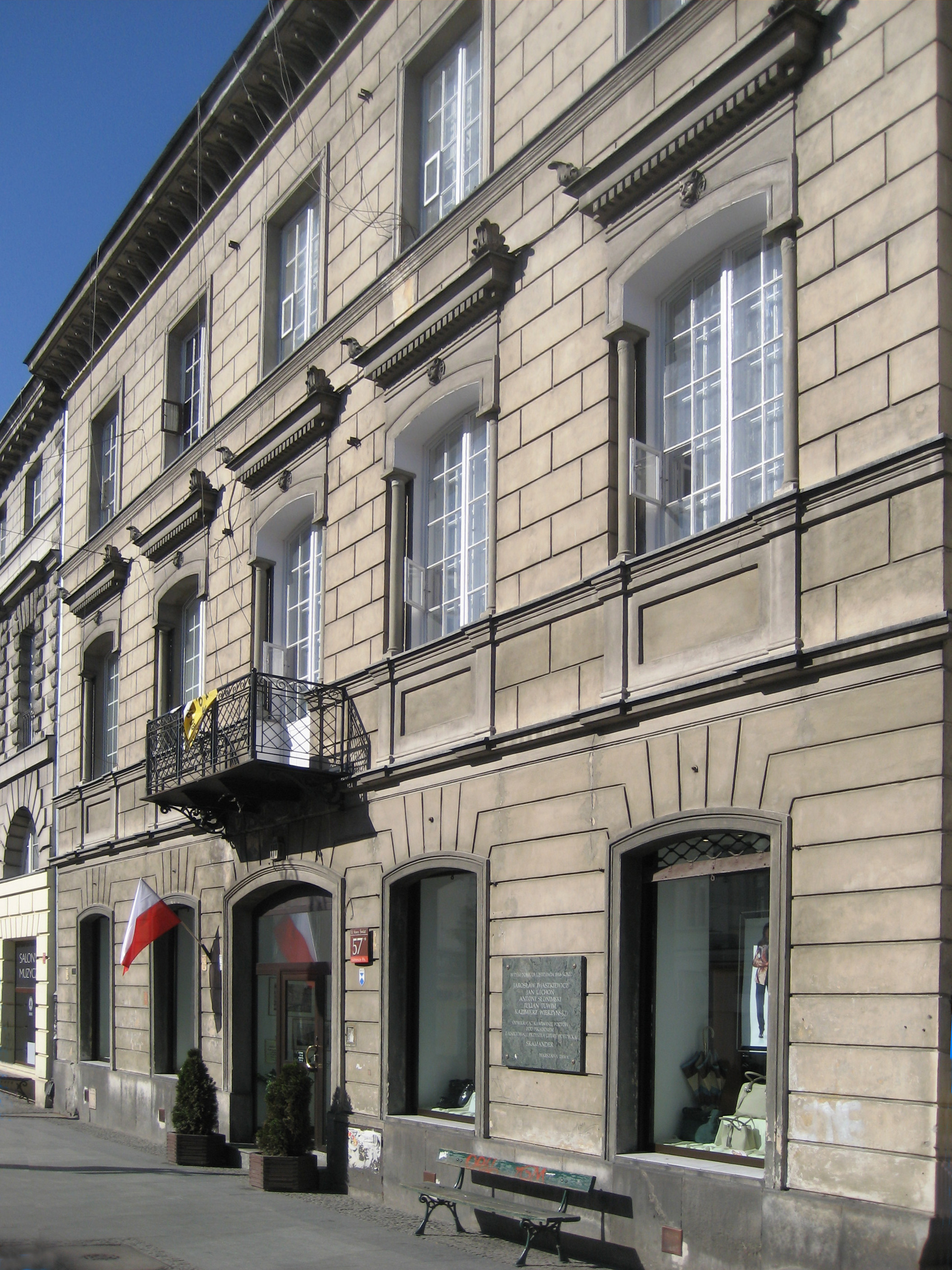
Nowy Świat 57 in Warschau, de locatie van café Picador, waar Skamander op 29 november 1918 werd opgericht.

Skamander was een groep Poolse dichters die in 1918 werd opgericht en tot 1929 bestond. 
In samenhang met de groep verscheen tussen 1920 en 1928 een gelijknamig tijdschrift, dat later ook nog tussen 1935 en 1939 verscheen. Het zette zich af tegen een eerdere groep, Jong Polen (Młoda Polska), die op een andere manier vernieuwing in Polen had voorgestaan. Met een op begrijpelijkheid en ruime verbreiding gerichte literatuur zette men zich in voor het gebruik van alledaagse spraak en alledaagse onderwerpen in de dichtkunst, en verkondigde verder "een programma van programmaloosheid".
Enkele leden of bijdragenende schrijvers waren Jarosław Iwaszkiewicz, Antoni Słonimski, Julian Tuwim, Jan Lechoń, Kazimierz Wierzyński, Kazimiera Iłłakowiczówna, Maria Pawlikowska-Jasnorzewska, Jerzy Liebert en Józef Wittlin. 
De naam van de groep was afgeleid van de naam Skamandros (Oud-Grieks: Σκάμανδρος, misschien te vertalen met: strompelende man) die voorkomt in de Ilias. Daar is het de naam van de riviergod die Troje omspoelt.

## Hoofdkenmerken
Skamander was een bijeenkomen van bevriende schrijvers die zonder uitdrukkelijk program gemeenschappelijke dichterlijke belangstelling volgden. Op de voorgrond stond steeds het werk waarmee men bezig was. Bijzonder werd gekeken naar wat taboe of verboden was. Omdat alle leden al op eigen werk konden terugkijken ging het niet zozeer om het stimuleren van onervaren schrijvers. Het bewustzijn van de toenmalige veranderingen wilde men bevorderen, zonder revolutionair te zijn. Volgens de literatuurcriticus Karol Irzykowski had de groep een "programma zonder programma" en bestond de groep uit "dichters zonder dichterlijk idee". 

## Basisprincipes
- Poëzie met alledaagsheid en tegenwoordigheid verbinden
- Gebruik van gewone taal, dialect, humor, satire, ironie
- Individuele ontwikkelingen en talenten verder ontwikkelen
- Filosofie die het leven looft
- Kunstenaars nemen actief deel aan het leven
- Politiek en dichtkunst verbinden
- Helden/Protagonisten als eenvoudige mensen
- Treffen op openbare plaatsen, zoals cafës (bij café ‘Pod Picadorem’ (bij de Picador) trof men elkaar vaak)